# Штумм, Вернер
Вернер Штумм (Werner Stumm; 8 октября 1924, Вольфхальден, Швейцария — 14 апреля 1999, Кюснахт, Швейцария) — швейцарско-американский химик, специалист по водной химии, эколог. Эмерит-профессор ETH Zürich, в 1970—1992 гг. директор Swiss Federal Institute of Aquatic Science and Technology, ранее профессор Гарвардского университета, член Национальной инженерной академии США (United States National Academy of Engineering).

## Биография
Степень доктора философии по химии получил в Цюрихском университете в 1952 году, с работой по неорганической химии под руководством Gerold Schwarzenbach. Затем работал в Swiss Federal Institute of Aquatic Science and Technology (EAWAG) при ETH Zürich. В 1954 и 1955 гг. постдок в Гарварде, где с 1956 года ассистент-профессор, с 1964 года ассоциированный профессор, с 1964 года полный профессор прикладной химии.
Гражданин США с 1968 года.
В 1970 году возвратился в Швейцарию и занял должности профессора ETH Zürich и (до 1992 года) директора EAWAG. Под его началом было подготовлено более сорока аспирантов (Ph. D.).
Почётный доктор Женевского и Северо-Западного университетов, а также Университета Крита, Королевского технологического института в Стокгольме (1987) и Техниона.
Автор более 300 научных работ и 16 книг.

## Награды
- 1985 — Премия Альберта Эйнштейна
- 1986 — Премия Тайлера
- 1990 — Marcel Benoist Prize[англ.]
- 1991 — Simon W. Freese Award, Американское общество инженеров-строителей (American Society of Civil Engineers[англ.])
- 1998 — Премия В. М. Гольдшмидта, высшее отличие Геохимического общества (Geochemical Society[англ.])
- 1999 — Stockholm Water Prize[англ.]